# Římskokatolická farnost Šumperk
Římskokatolická farnost Šumperk je územní společenství římských katolíků s farním kostelem svatého Jana Křtitele v děkanátu Šumperk.

## Historie farnosti
Děkanský kostel sv. Jana Křtitele vznikl při zakládání města na konci 13. století. Nejstarší gotická stavební fáze se dochovala jen v torzech, protože chrám v letech 1513 a 1669 vyhořel. Dnešní barokní podobu a půdorysný tvar kříže získal kostel po posledním požáru.
Sousední fara byla patrně již od svého vzniku spojena s děkanským úřadem. K šumperským děkanům patřil mj. Kryštof Lautner, jedna z nejstatečnějších postav období čarodějnických procesů. Lautner byl zatčen, krutě mučen a několik let vězněn na Mírově. Upálen byl 18. září 1685 v Mohelnici. 

## Duchovní správci
Od července 2009 je farářem R. D. Mgr. Slawomir Sulowski.

## Bohoslužby ve farnosti
| Kostel                | Místo   | Bohoslužba (den)                           | Hodina                            | Poznámka     |
| --------------------- | ------- | ------------------------------------------ | --------------------------------- | ------------ |
| svatého Jana Křtitele | Šumperk | neděle pondělí středa čtvrtek pátek sobota | 7.00, 9.00, 18.00 8.30 18.00 8.30 | farní kostel |

## Aktivity ve farnosti
Farnost se pravidelně zapojuje do projektu Noc kostelů.  Ve farnosti se pravidelně koná tříkrálová sbírka. V roce 2016 se při ní vybralo 95 313 korun. 
V roce 2016 se ve farnosti konala postní duchovní obnova. Šlo o sérii večerních setkání spojené s bohoslužbou a duchovní promluvou. Sobotní program nabídl setkání pro děti a pro manžele. V roce 2017 se během postní doby konaly ve farnosti pravidelné každodenní adorace.
V říjnu 2017 ve farnosti uděloval svátost biřmování biskup Antonín Basler. 
Pro farnosti děkanátu Šumperk vychází měsíčník Tamtam. 